# Зенф, Маргит
Маргит Зенф (нем. Margit Senf; род. 25 ноября 1945 года, Лейпциг, Германия) — фигуристка из ГДР, выступавшая  в   парном разряде. В паре с  Петером Гёбелем она — бронзовый призёр чемпионата Европы 1961 и трёхкратная чемпионка ГДР.

## Результаты
| Соревнования      | 1960 | 1961 | 1962 | 1963 | 1964 |
| ----------------- | ---- | ---- | ---- | ---- | ---- |
| Олимпийские игры  |      |      |      |      | 13   |
| Чемпионаты Европы | 8    | 3    |      | 4    |      |
| Чемпионаты ГДР    | 1    | 1    |      | 1    | 3    |